# دورنشتات
دورنشتات (به آلمانی: Dornstadt) یک شهر در آلمان است که در الب-دانو-کریس واقع شده‌است. دورنشتات ۸٬۵۲۷ نفر جمعیت دارد.

## خواهرخوانده
شهر Coutras خواهرخواندهٔ دورنشتات هست.